# 豊岡市立中竹野小学校
豊岡市立中竹野小学校（とよおかしりつ なかたけのしょうがっこう）は、兵庫県豊岡市竹野町轟にある公立小学校。1874年（明治6年）に創立され、2022年（令和4年）3月をもって竹野小学校、竹野南小学校と統合し、閉校となった。

## 沿革
- 1874年（明治7年）10月15日 - 轟村蓮華寺に轟小学校設置[2]
- 1882年（明治15年） - 轟簡易小学校が開設
- 1890年（明治23年）7月29日 - 轟簡易小学校校舎新築
- 1892年（明治25年）4月1日 - 轟尋常小学校と改称
- 1907年（明治40年）
  - 4月1日 - 中竹野第一尋常高等小学校と改称（高等科設置）
  - 11月11日 - 校舎新築移転
- 1923年（大正13年）3月31日 - 中竹野第二尋常小学校合併、松本分教場設置、中竹野尋常高等小学校と改称
- 1941年（昭和16年）4月1日 - 中竹野国民学校と改称
- 1947年（昭和22年）4月1日 - 中竹野小学校と改称
- 1955年（昭和30年）
  - 3月3日 - 町村合併により竹野町立中竹野小学校と改称
  - 不明 - 松本分教場廃止
- 1959年（昭和34年）3月3日 - 校舎改築、鉄筋コンクリート校舎となる
- 1984年（昭和59年）2月1日 - 校訓制定
- 2005年（平成17年）4月 - 市町合併により豊岡市立中竹野小学校と改称
- 2012年（平成24年）11月 - 管理教室棟・西校舎耐震補強改修工事完了[3]
- 2022年（令和4年）3月31日 - 廃校

## 中竹野小学校児童数の変遷
| 2019年度（平成31年度） | 23人 |
| 2020年度（令和2年度）  | 23人 |

児童数の出典は『豊岡市事務報告書』

## 通学区域
- 竹野町林、金原、東大谷、下塚、轟、鬼神谷、小丸、芦谷、須谷[4]

## 進学先中学校
- 豊岡市立竹野中学校[4]